# Папье-маше

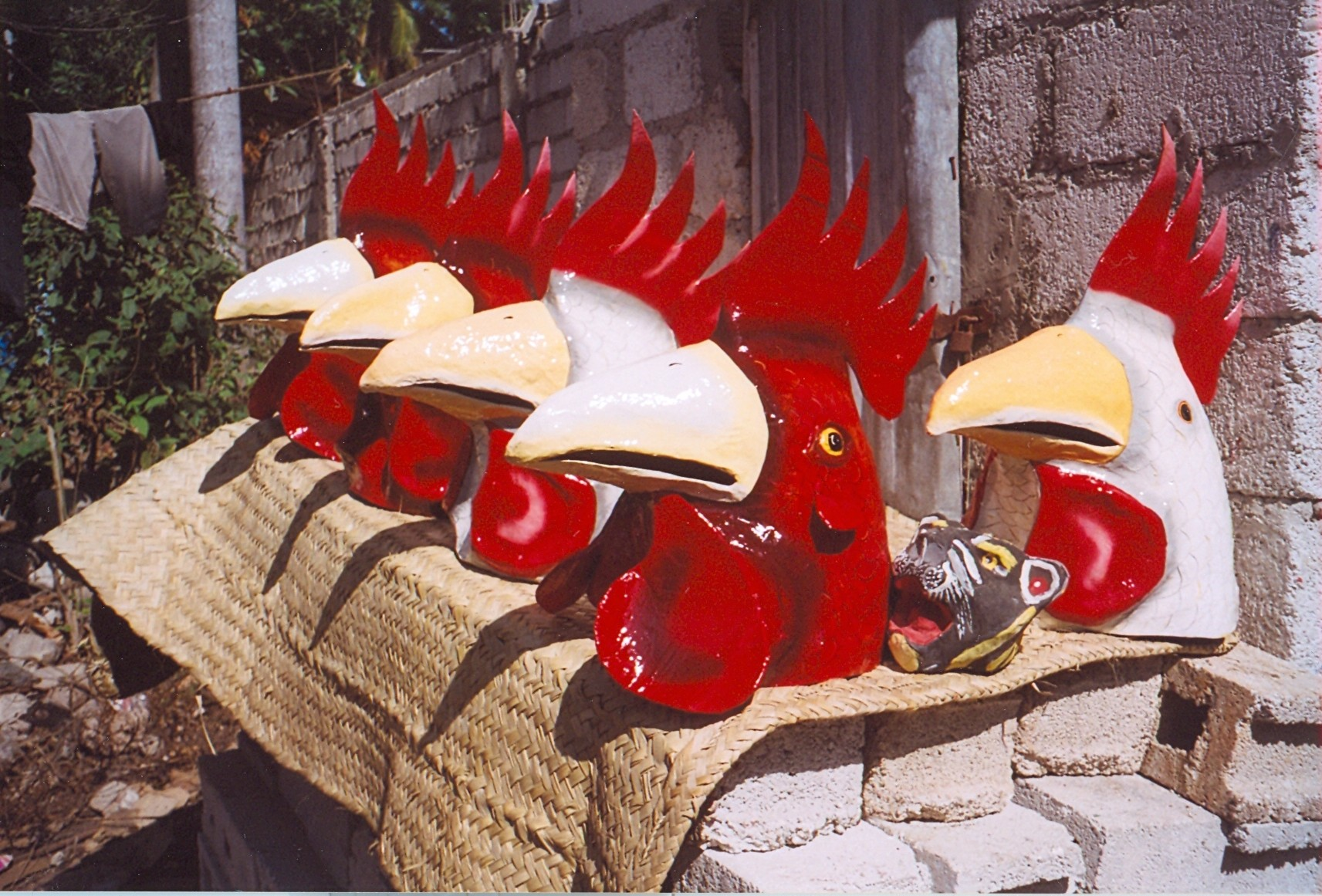
Маски из папье-маше

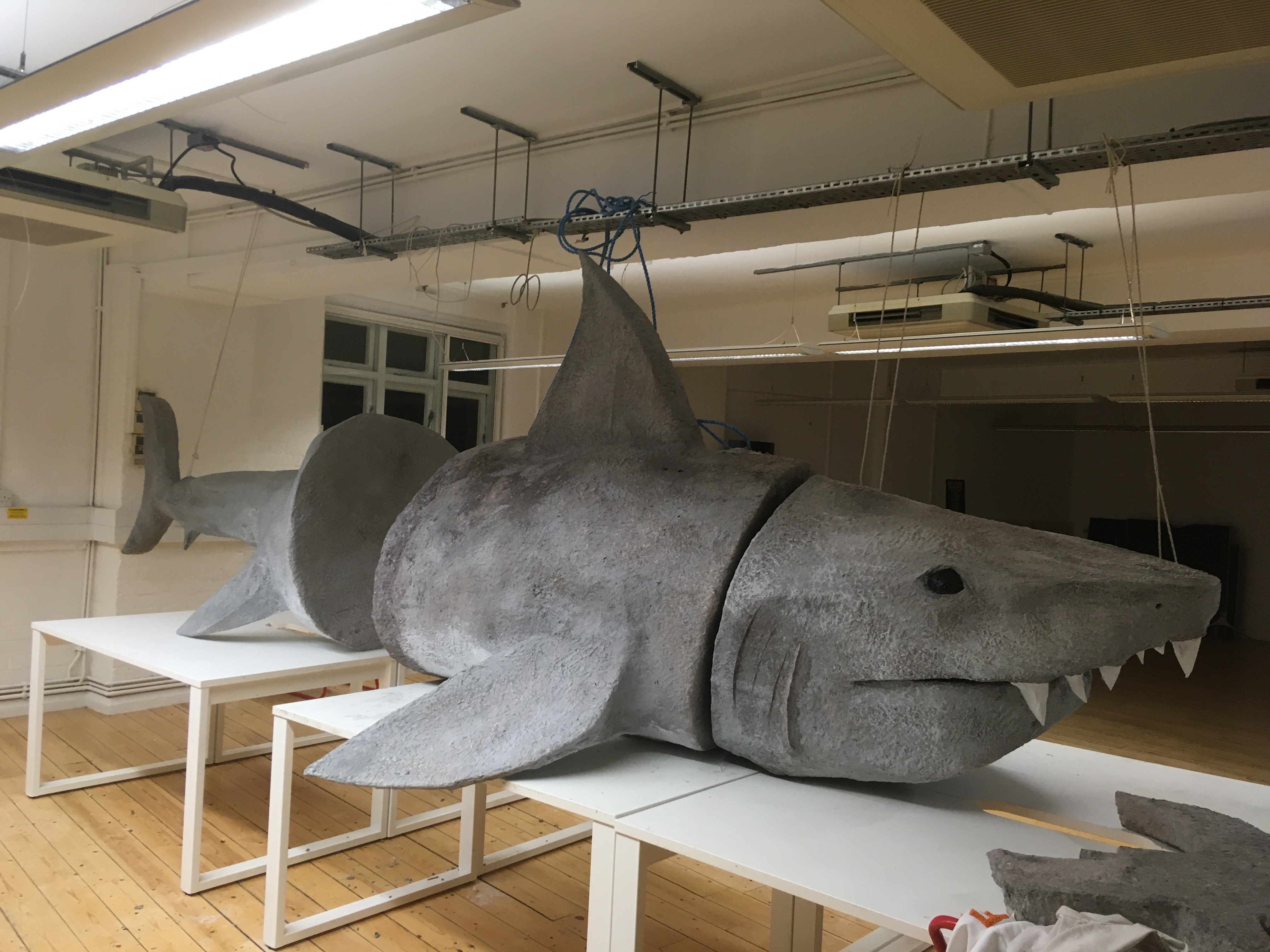
Акула из папье-маше

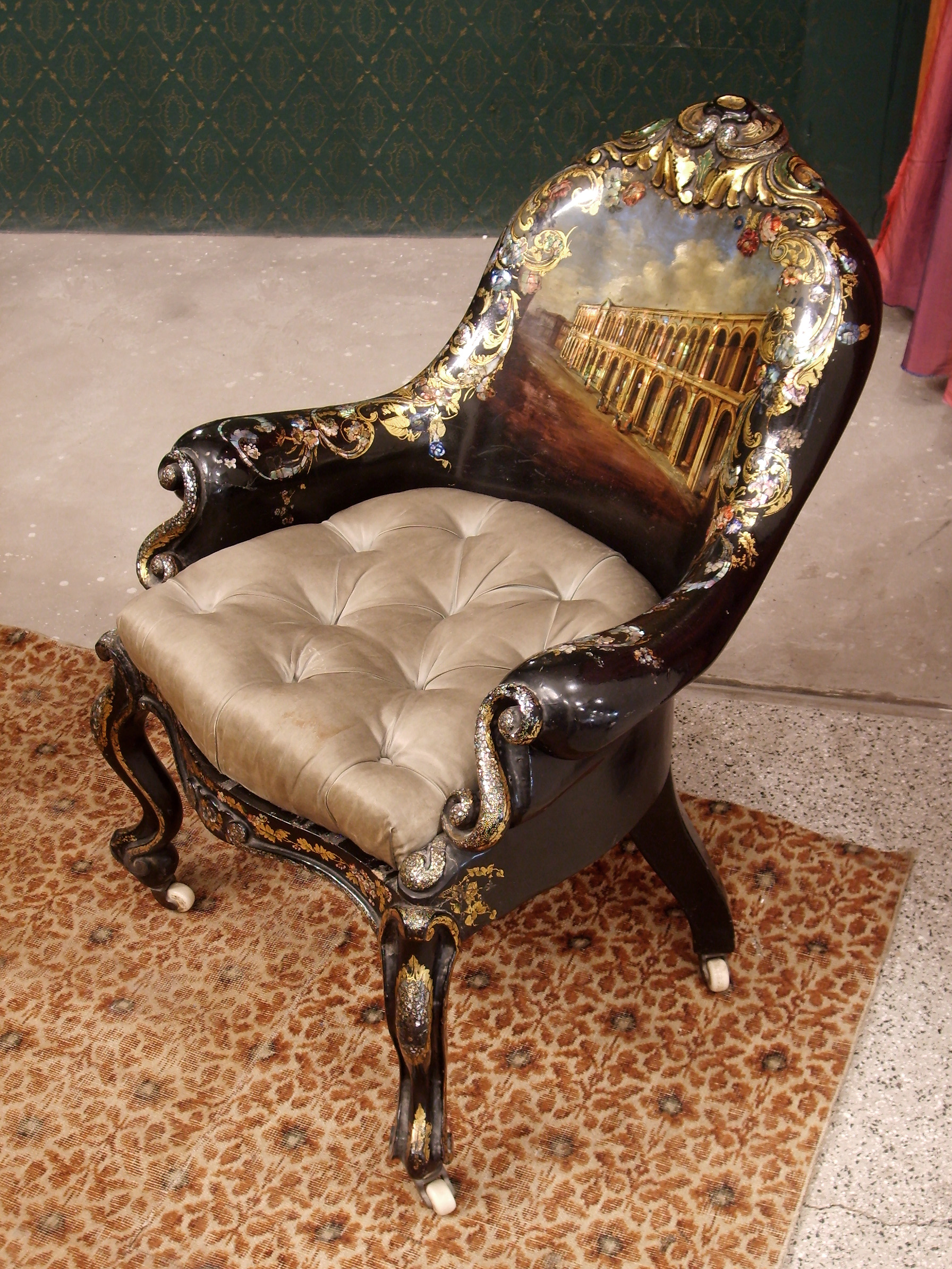
Кресло из папье-маше, инкрустированное перламутром

Папье́-маше́ (фр. papier mâché, дословно — «жёваная бумага») — легко поддающаяся формовке масса, получаемая из смеси волокнистых материалов (бумаги, картона) с клеящими веществами, крахмалом, гипсом и т. д.
Из папье-маше делают муляжи, маски, учебные пособия, игрушки, театральную бутафорию, шкатулки.
В Федоскине, Палехе, Холуе, Мстёре из папье-маше изготавливают основу для традиционной лаковой миниатюры.

## История
Несмотря на французское название, родиной папье-маше считается Китай, где и была изобретена бумага. Первые предметы из папье-маше были обнаружены при раскопках в Китае, это были древнекитайские доспехи и шлемы. Для придания им жёсткости применяли многослойное покрытие лаком. Эти предметы относятся к династии Хань (202 до н. э. — 220 н. э.).
В те времена доспехи из папье-маше были самым технологичным защитным оснащением, оно выдерживало попадание стрелы и скользящий удар меча. Наряду с неплохой прочностью, бумажные доспехи были очень лёгкими, позволяя бойцу быстро двигаться в бою.
Из Китая интерес к папье-маше распространился в Японию и Персию, где в этой технике изготавливали уже маски и другие атрибуты для праздников. Постепенно эта техника распространилась по всему миру и наибольшей популярностью пользовалась в европейских странах. С середины XVII века Франция начала собственное производство изделий в технике папье-маше; изначально это было изготовление кукол, которые пользовались большой популярностью. Англичане последовали их примеру с 1670 года. Наибольшую популярность папье-маше получила в 1800 годах. В Россию эту технику принёс Пётр I.

## Технология
Существуют три технологии изготовления изделий из папье-маше.
По первой технологии изделие изготавливается послойным наклеиванием маленьких кусочков мокрой бумаги на заранее приготовленную модель. В классической технике наносится до 100 слоёв бумаги. Сейчас для этого часто используют поливинилацетатный клей, а раньше применяли крахмальный клейстер. Формы — гипсовые, хотя часто используются воздушные шарики для основы сферической поделки. Иногда среди слоёв бумаги добавляют слои ткани/марли, чтобы изделие стало более крепким на разрыв (то есть армируют).
По второй технологии изделия формируются из жидкой бумажной массы. Бумага, разрезанная на мелкие кусочки, заливается горячей водой и на сутки помещается в тёплое место. Затем она подвергается кипячению, отжимается, разрыхляется и высушивается. Полученная бумажная масса тщательно перемешивается с мелом. В бумажно-меловую смесь при постоянном помешивании добавляют клей до получения пластичного сметанообразного теста. В качестве клея используют смесь крахмального клейстера и столярного клея. «Тесто» выливают в приготовленную форму или наносят слоем на её поверхности и выдерживают до полного высыхания. Разновидностью второй технологии является формирование изделия из быстро высыхающей жидкой бумажной массы с помощью специального 3D-принтера.
По третьей технологии изделия склеиваются подобно фанере под давлением из пластин твёрдого плотного картона.
Полученное изделие грунтуется и раскрашивается.